# Cybernetyka
Cybernetyka (gr. κυβερνήτης kybernetes ‘sternik; zarządca’ od κυβερνᾶν kybernán, ‘sterować, kontrolować’) – transdyscyplinarne podejście do systemów sterowania oraz związanego z tym przekazywania informacji (komunikacja) w człowieku i maszynie. Za twórcę cybernetyki uważa się amerykańskiego matematyka pochodzenia żydowskiego Norberta Wienera.

## Definicja
W znaczeniu nauki rządzenia (fr. la science du gouvernement des hommes) pierwszy terminu tego użył André Marie Ampère w Eseju o filozofii nauki, albo analitycznym przedstawieniu naturalnego podziału wiedzy ludzkiej, choć jeszcze starożytni Grecy rozszerzyli znaczenie poza sterowanie statkiem. W języku polskim po raz pierwszy użyte przez filozofa Bronisława F. Trentowskiego w pracy Stosunek filozofii do cybernetyki, czyli sztuki rządzenia narodem z 1843 roku.
Cybernetyka analizuje (odnajduje) analogie (homologie) między zasadami działania organizmów żywych, układów społecznych (społeczności) i maszyn (holizm), odkrywa ogólne prawa wspólne dla różnych nauk i umożliwia przenoszenie tych praw z jednej dziedziny na drugą; jest więc nauką interdyscyplinarną, znajdującą wiele zastosowań praktycznych. Uznaje się ją często za jeden z nurtów w tzw. badaniach systemowych.
Cybernetyka wysunęła i przetestowała hipotezy, które nawiązały do wielowiekowego marzenia scalenia nauk humanistycznych oraz ich stopniowego złączenia z naukami ścisłymi i naukami przyrodniczymi. To połączenie było rozważane na wiele sposobów: Claude E. Shannon preferował ujęcie matematyczne, natomiast Norbert Wiener proponował stawianie nauki o maszynach i biologię naprzeciw fizyce.
Za twórcę cybernetyki uważa się amerykańskiego matematyka Norberta Wienera. Jego praca Cybernetics or Control and Communication in the Animal and the Machine, wydana w 1948 roku, jest klasycznym dziełem w tej dziedzinie. Wiener dowiedział się o tym, że termin Cybernetyka został wcześniej zaadaptowany przez Ampera dopiero po wydaniu tej pracy. Jej tytuł „Cybernetyka, czyli sterowanie i komunikacja w zwierzęciu i maszynie” był przez wielu autorów traktowany jako pierwsza definicja cybernetyki.
Cybernetyka ma zastosowanie w systemach, w których przypływ informacji tworzy zamknięte pętle – pętle w relacjach przyczynowo-skutkowych – a więc tam, gdzie działania systemu powodują zmianę w jego środowisku, a zmiana ta następnie oddziałuje wtórnie na ten system (relacje wtórne/sprzężenie zwrotne). Ze względu na powyższe cybernetyka ma bardzo szerokie zastosowanie w wielu odrębnych systemach i w różnych dziedzinach nauki, takich jak fizyka, biologia, nauki kognacyjne czy nauki społeczne.
Cybernetyka ma na celu zrozumienie funkcji i procesów w systemach, których działanie dąży do określonego celu. System ten posiada relacje wtórne, dzięki którym jest zdolny do tworzenia przyczynowo-skutkowego łańcucha. Działanie takiego systemu może być opisane przy pomocy uproszczonego szeregu skutkowego – akcja/interakcja, obserwacja, refleksja (np. porównania rezultatów z pożądanym rezultatem) i ponowne działanie. Cybernetyka zajmuje się studiowaniem: procesów poznawczych, mechanizmów odpowiedzialnych za uczenie się i analizę oraz takich pojęć jak adaptacja, kontrola społeczna, skuteczność, łączność, wydajność, konwergencja i sprzężenia zwrotne. Pojęcia te są obiektem zainteresowań również innych dyscyplin, takich jak biologia, fizyka, chemia czy innych nauk, jednakże w zakresie cybernetyki są one rozpatrywane niezależnie od kontekstu organizmu czy urządzenia. Tego typu abstrakcja umożliwia stworzenie ogólnego formalizmu.
W latach 70. XX wieku cybernetyka przesuwa się niejako na drugi plan, zajmując miejsce wśród koncepcji bardziej filozoficznych niż naukowych. Jedną z przyczyn była informatyka i jej względnie samodzielny rozwój.

## Klasyfikacja
Cybernetykę można podzielić na dwie gałęzie:
- cybernetykę teoretyczną, która bada ogólne zasady działania systemów bez odwoływania się do konkretnych obiektów fizycznych. Powstała na pograniczu biologii i matematyki, czerpiąc z wielu odrębnych dziedzin jak:
  - logika matematyczna,
  - teoria sterowania, teoria regulacji,
  - teoria systemów,
  - teoria informacji,
  - teoria gier,
  - teoria decyzji,
  - teoria automatów abstrakcyjnych,
  - prakseologia,
  - teoria sieci neuronowych;
- cybernetykę stosowaną, która zajmuje się praktycznymi zastosowaniami ogólnych praw cybernetyki teoretycznej. Jej najważniejsze działy to:
  - cybernetyka techniczna (technocybernetyka) – automatyczne sterowanie maszynami, procesami technologicznymi,
  - cybernetyka ekonomiczna – automatyzacja i optymalizacja diagnostyki, planowania i zarządzania,
  - cybernetyka społeczna (socjocybernetyka) – wykorzystanie praw cybernetyki w naukach społecznych,
  - cybernetyka wojskowa – wykorzystanie praw cybernetyki podczas dowodzenia siłami zbrojnymi,
  - biocybernetyka – wykorzystanie praw cybernetyki w biologii i medycynie,
  - cybernetyka języka (lingwocybernetyka) – zastosowanie metod cybernetycznych do badania i stosowania języków oraz kodów

## Cybernetyka w Polsce
Przedstawiciele polskiej szkoły psychocybernetyki i cybernetyki społecznej, m.in. Marian Mazur i Józef Kossecki, naukę o sterowaniu definiowali jako cybernetykę.
W maju 1962 roku w Warszawie powstało Polskie Towarzystwo Cybernetyczne (zlikwidowane). Od 1994 roku we Wrocławiu w środowisku tamtejszej politechniki działa Polskie Towarzystwo Systemowe.